# 459 Signe
Signe (asteroide 459) é um asteroide da cintura principal com um diâmetro de 29,32 quilómetros, a 2,0715694 UA. Possui uma excentricidade de 0,2094949 e um período orbital de 1 549,46 dias (4,24 anos).
Signe tem uma velocidade orbital média de 18,3990469 km/s e uma inclinação de 10,29674º.
Esse asteroide foi descoberto em 22 de Outubro de 1900 por Max Wolf.